# Абрамівка (Полтавський район)
Абра́мівка — село в Україні, у Машівській селищній громаді Полтавського району Полтавської області. Населення становить 430 осіб. До 2020 орган місцевого самоврядування — Абрамівська сільська рада.

## Географія
Село Абрамівка розташоване на берегах річки Суха Лип'янка, вище за течією на відстані 3 км розташоване село Бабайкове, нижче за течією на відстані 1 км розташоване село Нова Павлівка. Річка в цьому місці пересихає, на ній зроблено кілька загат.

### Клімат
| Клімат Абрамівки          | Клімат Абрамівки | Клімат Абрамівки | Клімат Абрамівки | Клімат Абрамівки | Клімат Абрамівки | Клімат Абрамівки | Клімат Абрамівки | Клімат Абрамівки | Клімат Абрамівки | Клімат Абрамівки | Клімат Абрамівки | Клімат Абрамівки | Клімат Абрамівки |
| Показник                  | Січ.             | Лют.             | Бер.             | Квіт.            | Трав.            | Черв.            | Лип.             | Серп.            | Вер.             | Жовт.            | Лист.            | Груд.            | Рік              |
| Середній максимум, °C     | −2,9             | −2,1             | 3,1              | 13,4             | 20,9             | 24,5             | 26,3             | 25,7             | 20,0             | 12,2             | 4,3              | −0,2             | 12               |
| Середня температура, °C   | −6               | −5,3             | −0,3             | 8,7              | 15,5             | 19,1             | 20,9             | 20,0             | 14,7             | 7,8              | 1,4              | −2,9             | 7                |
| Середній мінімум, °C      | −9,1             | −8,4             | −3,6             | 4,0              | 10,1             | 13,8             | 15,5             | 14,4             | 9,4              | 3,5              | −1,4             | −5,5             | 3                |
| Норма опадів, мм          | 45               | 36               | 34               | 40               | 47               | 62               | 62               | 44               | 43               | 40               | 44               | 47               | 544              |
| ------------------------- | ---------------- | ---------------- | ---------------- | ---------------- | ---------------- | ---------------- | ---------------- | ---------------- | ---------------- | ---------------- | ---------------- | ---------------- | ---------------- |
| Джерело: climate-data.org |                  |                  |                  |                  |                  |                  |                  |                  |                  |                  |                  |                  |                  |

## Історія
12 червня 2020 року, відповідно до розпорядження Кабінету Міністрів України № 721-р «Про визначення адміністративних центрів та затвердження територій територіальних громад Полтавської області», село увійшло до складу Машівської селищної громади.
19 липня 2020 року, в результаті адміністративно — територіальної реформи та ліквідації Машівського району, село увійшло до складу новоутвореного Полтавського району.

## Освіта
У селі є школа І-II ст.

## Постаті
- Мирошниченко Руслан Миколайович (* 1969) — український військовий і громадський діяч, дипломат, військовий аналітик.